# 1924年シャモニー・モンブランオリンピック
1924年シャモニー・モンブランオリンピック（1924ねんシャモニー・モンブランオリンピック）は、1924年1月25日から同年2月5日まで、フランスのシャモニー＝モン＝ブランで行われた冬季オリンピックである。シャモニー1924（Chamonix 1924）と呼称される。当初は国際冬季スポーツ週間として試験的に行われたが、翌年のIOC総会で第1回冬季オリンピック大会として認定された。この試験的な大会の正式名称は「第8回オリンピアードの一部として、IOCが最高後援者となり、フランス・オリンピック委員会がフランス冬季競技連盟とフランス・アルペンクラブ共同でシャモニー・モンブラン地方で開催する冬季スポーツ大会」である。当時の新聞記事でも「第八回オリムピック大会」と表記されている。

## ハイライト
- フィギュアスケート競技でオリンピック3連覇を果たすソニア・ヘニーが、11歳でオリンピックに初出場した大会でもあった。
- 日本も選手派遣を検討していたが、前年に起こった関東大震災の被害が甚大なのを考慮して派遣を見送り不参加[6]。

## 実施競技
| - アイスホッケー - カーリング - クロスカントリースキー - スキージャンプ - スピードスケート |  | - ノルディック複合 - フィギュアスケート - ボブスレー - ミリタリーパトロール |

## 各国の獲得メダル
| 順 | 国・地域           | 金 | 銀 | 銅 | 計 |
| -- | ------------------ | -- | -- | -- | -- |
| 1  | ノルウェー         | 4  | 7  | 6  | 17 |
| 2  | フィンランド       | 4  | 4  | 3  | 11 |
| 3  | オーストリア       | 2  | 1  | 0  | 3  |
| 4  | スイス             | 2  | 0  | 1  | 3  |
| 5  | アメリカ合衆国     | 1  | 2  | 1  | 4  |
| 6  | イギリス           | 1  | 1  | 2  | 4  |
| 7  | スウェーデン       | 1  | 1  | 0  | 2  |
| 8  | カナダ             | 1  | 0  | 0  | 1  |
| 9  | フランス（開催国） | 0  | 0  | 3  | 3  |
| 10 | ベルギー           | 0  | 0  | 1  | 1  |